# Hilda Herrera
Hilda Herrera (n. Capilla del Monte, 20 de octubre de 1932) es una pianista, compositora y educadora argentina. 
Su extensa trayectoria ha sido desarrollada fundamentalmente en Argentina, pero también en importantes salas e instituciones de Europa y Latinoamérica.

## Biografía
En Córdoba capital fue pupila en el colegio secundario Veinticinco de Mayo, de las monjas escolapias. 
Allí las monjas le permitían tocar el piano.
A los 19 años de edad (en 1952) conoció a Atahualpa Yupanqui.

### Trabajo en instituciones
A lo largo de su carrera se desempeñó como directora de distintas instituciones relacionadas con la música argentina.
En 2002 Herrera creó el CIMAP, (Creadores e Intérpretes de la Música Argentina en Piano) dependiente de la Dirección Nacional de Música de Argentina, el cual nuclea a jóvenes pianistas dedicados a la música de raíz folclórica y tango.
Leía poesías y se inspiraba de ellas.
En los años 1992 y 1996 viajó a Francia gracias a una invitación del Conservatorio Chatillón de París y al Séptimo Encuentro Internacional de Piano en Creuse como representante de la música argentina para piano.
Fue directora del Centro de Información y Recopilación de la Música Argentina.
Creó y dirige la cátedra de Interpretación en piano de folklore y tango en el Conservatorio Superior de Música Manuel de Falla de la ciudad de Buenos Aires.
Además fue profesora de Música en el Instituto Libre de Segunda Enseñanza (I.L.S.E), institución dependiente de la Universidad de Buenos Aires (UBA) y en el desaparecido Instituto Sarmiento (U.E.I.S.) de Flores.

### Ciclos
Coordinó y dirigió, junto al guitarrista y compositor tucumano Juan Falú, el ciclo Maestros del alma, en el cual ambos músicos invitaban a un tercero, generalmente compositor de música folclórica o de tango, para hacerle un reconocimiento en vida en el cual entrevistaban al invitado, y finalizaban improvisando con él una serie de piezas musicales. 

### Premios y reconocimientos
En 1996, la Municipalidad de la Buenos Aires la distinguió con una placa por su trayectoria.
En 1997 la ONU premió su placa Señales luminosas como aporte a la música argentina para piano.
En 2005 la Fundación Konex de Argentina le otorgó el Premio Konex - Diploma al Mérito Solista Femenina de Folclore.
En 2025 nuevamente fue reconocida con el Premio Konex, esta vez como solista instrumental.

## Composiciones folclóricas
- La huesuda (chacarera trunca), letra: Kiko Herrera.
- Zamba del fiero (zamba), letra: Margarita Durán.
- De tinajas (tonada), letra: Kiko Herrera.
- Chaya (chaya), sin letra.
- Zamba del chaguanco (zamba), letra: Antonio Nella Castro.
- La diablera (zamba), letra: Antonio Nella Castro.
- Señales luminosas (tango), letra: Margarita Durán.
- La flor de sapo (huella), sin letra.
- Amanece despacito (milonga ciudadana), letra: Margarita Durán.
- Navidad 2000. Letra: Antonio Nella Castro
- La poncho colorado.

## Discos
- Al calor de la tierra (1978)
- Señales luminosas (EPSA, 1997)

1. La Huesuda (Hilda Herrera / Kiko Herrera)
2. Boedo (Julio De Caro / Dante A. Linyera)
3. Zamba del Fiero (Hilda Herrera / Margarita Duran)
4. De tinajas (Hilda Herrera / Kiko Herrera)
5. Chaya (Hilda Herrera)
6. Fuimos (Homero Manzi / Jose Dames)
7. La Vieja (Hnos. Diaz / Oscar Valles)
8. Zamba del Chaguanco (Antonio Nella Castro / Hilda Herrera)
9. Anillo de humo (Julio Espinoza)
10. Señales luminosas (Hilda Herrera / Margarita Duran)
11. La Carbonera (Adolfo Abalos / Benicio Diaz / Julián Díaz)
12. La Flor de sapo (Hilda Herrera)
13. Llanto por la muerte del Chacho (Eduardo Falú / León Benarós)
14. Amanece despacito (Hilda Herrera / Margarita Duran)
15. Responso (Homero Espósito/ Aníbal Troilo)

- Yupanqui en piano (EPSA, 2000)

1. Piedra y camino
2. La nadita
3. El arriero
4. Vieja danza querida
5. La raqueña
6. Lloran las ramas del viento
7. Sin caballo y en Montiel
8. El bien perdido
9. La arribeña
10. El alazán
11. Chacarera de las piedras
12. Agua escondida
13. Recuerdos del portezuelo

- La diablera (EPSA, 2005)

1. Chacarera del santiagueño
2. La diablera
3. El urpila
4. Según me brotan las coplas
5. Al calor de la tierra
6. Para qué
7. La López Pereyra
8. Volvé ciudad
9. Entre Pampa y Riachuelo
10. El gato del mandolín
11. La obrajera
12. Zambita del que se va
13. Cueca de la viña nueva
14. La sabagastera
15. El ciudadano
16. Por el sur
17. La poncho colorado
18. Chayita del vidalero

- La Iluminada (2024)